# ShawnsFirstHeadlines
El #ShawnsFirstHeadlines es la primera gira musical del cantante y compositor canadiense Shawn Mendes, para la promoción de su primer álbum de estudio Handwritten (2015). La gira comenzó en Nueva York el 15 de noviembre de 2014 y terminó en Estocolmo, Suecia el 18 de septiembre de 2015.

## Actos de apertura
Primera etapa (América del Norte)
- Jacquie Lee - (15 de noviembre de 2014 - 26 de noviembre de 2014)[1]
- Scott Helman - (30 de noviembre de 2014)[2]

Segunda etapa (Europa)
- Astrid  - (23 de febrero de 2015)

Tercera etapa (América del Norte)
- Jacquie Lee - (8 de abril de 2015 - 24 de abril de 2015 / 26 de mayo de 2015 - 9 de junio de 2015 / 27 de junio de 2015 / 16 de julio de 2015 - 22 de julio de 2015 / 4 de agosto de 2015 - 7 de agosto de 2015)

## Lista de canciones
1. «Something Big»
2. «Strings»
3. «The Weight»
4. «Aftertaste»
5. «I Don't Even Know Your Name»
6. «Kid in Love»
7. «Bring It Back»
8. «Stitches»
9. «Act like You Love Me»
10. «Never Be Alone»
11. «Life Of The Party»

## Fechas
| Fecha                    | Ciudad        | País           | Recinto                           | Entradas vendidas / Disponibles | Recaudación  |
| Norteamérica             | Norteamérica  | Norteamérica   | Norteamérica                      | Norteamérica                    | Norteamérica |
| ------------------------ | ------------- | -------------- | --------------------------------- | ------------------------------- | ------------ |
| 15 de noviembre de 2014  | New York      | Estados Unidos | Best Buy Theater                  | 2,100 / 2,100                   | —            |
| 26 de noviembre de 2014  | Los Ángeles   | Estados Unidos | Wiltern Theatre                   | 1,850 / 1,850                   | —            |
| 30 de noviembre de 2014  | Toronto       | Canadá         | Danforth Music Hall               | 1,500 / 1,500                   | —            |
| Europa                   |               |                |                                   |                                 |              |
| 23 de febrero de 2015    | Estocolmo     | Suecia         | Debaser Strand                    | —                               | —            |
| 25 de febrero de 2015    | Berlín        | Alemania       | Frannz Club                       | —                               | —            |
| 1 de marzo de 2015       | París         | Francia        | La Boule Noire                    | —                               | —            |
| 4 de marzo de 2015       | Londres       | Reino Unido    | The Garage                        | —                               | —            |
| Norteamérica             |               |                |                                   |                                 |              |
| 8 de abril de 2015       | Miami         | Estados Unidos | Miami Beach Convention Center     | 2,713 / 2,713                   | —            |
| 10 de abril de 2015      | Atlanta       | Estados Unidos | Center Stage                      | 1,050 / 1,050                   | —            |
| 11 de abril de 2015      | Nashville     | Estados Unidos | Ryman Auditorium                  | —                               | —            |
| 12 de abril de 2015      | Saint Louis   | Estados Unidos | The Pageant                       | —                               | —            |
| 14 de abril de 2015      | Minneapolis   | Estados Unidos | Northrop Auditorium               | —                               | —            |
| 15 de abril de 2015      | Milwaukee     | Estados Unidos | The Rave                          | —                               | —            |
| 17 de abril de 2015      | Denver        | Estados Unidos | Ogden Theatre                     | —                               | —            |
| 19 de abril de 2015      | Dallas        | Estados Unidos | McFarlin Memorial Auditorium      | —                               | —            |
| 21 de abril de 2015      | Scottsdale    | Estados Unidos | Livewire                          | —                               | —            |
| 22 de abril de 2015      | Anaheim       | Estados Unidos | The Observatory                   | —                               | —            |
| 24 de abril de 2015      | San Francisco | Estados Unidos | The Warfield                      | 2,370 / 2,370                   | $78,390      |
| 23 de mayo de 2015       | Valdosta      | Estados Unidos | Wild Adventures                   | —                               | —            |
| 24 de mayo de 2015       | Orlando       | Estados Unidos | Universal Orlando                 | —                               | —            |
| 26 de mayo de 2015       | Charlotte     | Estados Unidos | Amo's Southend                    | —                               | —            |
| 27 de mayo de 2015       | Richmond      | Estados Unidos | The National                      | —                               | —            |
| 29 de mayo de 2015       | Albany        | Estados Unidos | Upstate Concert Hall              | —                               | —            |
| 31 de mayo de 2015       | Dayton        | Estados Unidos | Rose Music Center                 | —                               | —            |
| 7 de junio de 2015       | Uncasville    | Estados Unidos | Mohegan Sun Arena                 | 10,000 / 10,000                 | $175,725     |
| 9 de junio de 2015       | Hampton Beach | Estados Unidos | Hampton Beach Casino Ballroom     | 1,573 / 1,573                   | $44,155      |
| 10 de junio de 2015      | Huntington    | Estados Unidos | The Paramount                     | —                               | —            |
| 27 de junio de 2015      | Darien        | Estados Unidos | Darien Lake Amusement Park        | —                               | —            |
| 28 de junio de 2015      | Hershey       | Estados Unidos | Hersheypark Stadium               | —                               | —            |
| 9 de julio de 2015       | Jackson       | Estados Unidos | Six Flags Great Adventure         | —                               | —            |
| 16 de julio de 2015      | Columbus      | Estados Unidos | Lifestyle Communities Pavilion    | 5,022 / 5,022                   | $83,435      |
| 21 de julio de 2015      | Cleveland     | Estados Unidos | Jacobs Pavilion                   | —                               | —            |
| 22 de julio de 2015      | Indianápolis  | Estados Unidos | Farm Bureau Insurance Lawn        | —                               | —            |
| 2 de agosto de 2015      | Regina        | Canadá         | Molson Canadian Live Grandstand   | —                               | —            |
| 4 de agosto de 2015      | Edmonton      | Canadá         | Francis Winspear Centre for Music | —                               | —            |
| 5 de agosto de 2015      | Calgary       | Canadá         | Arts Commons                      | —                               | —            |
| 7 de agosto de 2015      | Portland      | Estados Unidos | Crystal Ballroom                  | —                               | —            |
| 16 de agosto de 2015     | Los Ángeles   | Estados Unidos | Greek Theatre                     | —                               | —            |
| Europa                   |               |                |                                   |                                 |              |
| 12 de septiembre de 2015 | Madrid        | España         | Teatro Monumental                 | —                               | —            |
| 15 de septiembre de 2015 | Londres       | Reino Unido    | Shepherd's Bush Empire            | —                               | —            |
| 17 de septiembre de 2015 | Oslo          | Noruega        | Senkvelo                          | —                               | —            |
| 18 de septiembre de 2015 | Estocolmo     | Suecia         | Secret Location                   | —                               | —            |
| Total:                   | Total:        | Total:         | Total:                            | 28,178 / 28,178 (100%)          | $382,245     |